# Kummersdorf-Gut
Kummersdorf-Gut (lett. "area di Kummersdorf") è una frazione del comune tedesco di Am Mellensee, nel Land del Brandeburgo.
L'area fu usata fino al 1945 per le sperimentazioni dell'esercito tedesco.